# 太平溪镇
太平溪镇，是中华人民共和国湖北省宜昌市夷陵区下辖的一个乡镇级行政单位。

## 行政区划
太平溪镇下辖以下地区：
伍相庙社区、许家冲村、落佛村、龙潭坪村、富城坪村、林家溪村、美人沱村、小溪口村、韩家湾村、太平溪村、长岭村、黄家冲村和古村坪村。